# Iveta Chlebáková
Iveta Chlebáková es una deportista eslovaca que compitió en esquí alpino adaptado. Ganó tres medallas de bronce en los Juegos Paralímpicos de Invierno en los años 2002 y 2006.

## Palmarés internacional
| Juegos Paralímpicos | Juegos Paralímpicos        | Juegos Paralímpicos | Juegos Paralímpicos   |
| Año                 | Lugar                      | Medalla             | Prueba                |
| ------------------- | -------------------------- | ------------------- | --------------------- |
| 2002                | Salt Lake (Estados Unidos) | Medalla de bronce   | Eslalon LW6/8         |
| 2002                | Salt Lake (Estados Unidos) | Medalla de bronce   | Eslalon gigante LW6/8 |
| 2006                | Turín (Italia)             | Medalla de bronce   | Descenso de pie       |